# Костёл Опеки Матери Божьей (Королищевичи)
Костёл Опеки Божией Матери (бел. Касцёл Апекі Маці Божай) — римско-католический храм в деревне Королищевичи Минского района.

## История

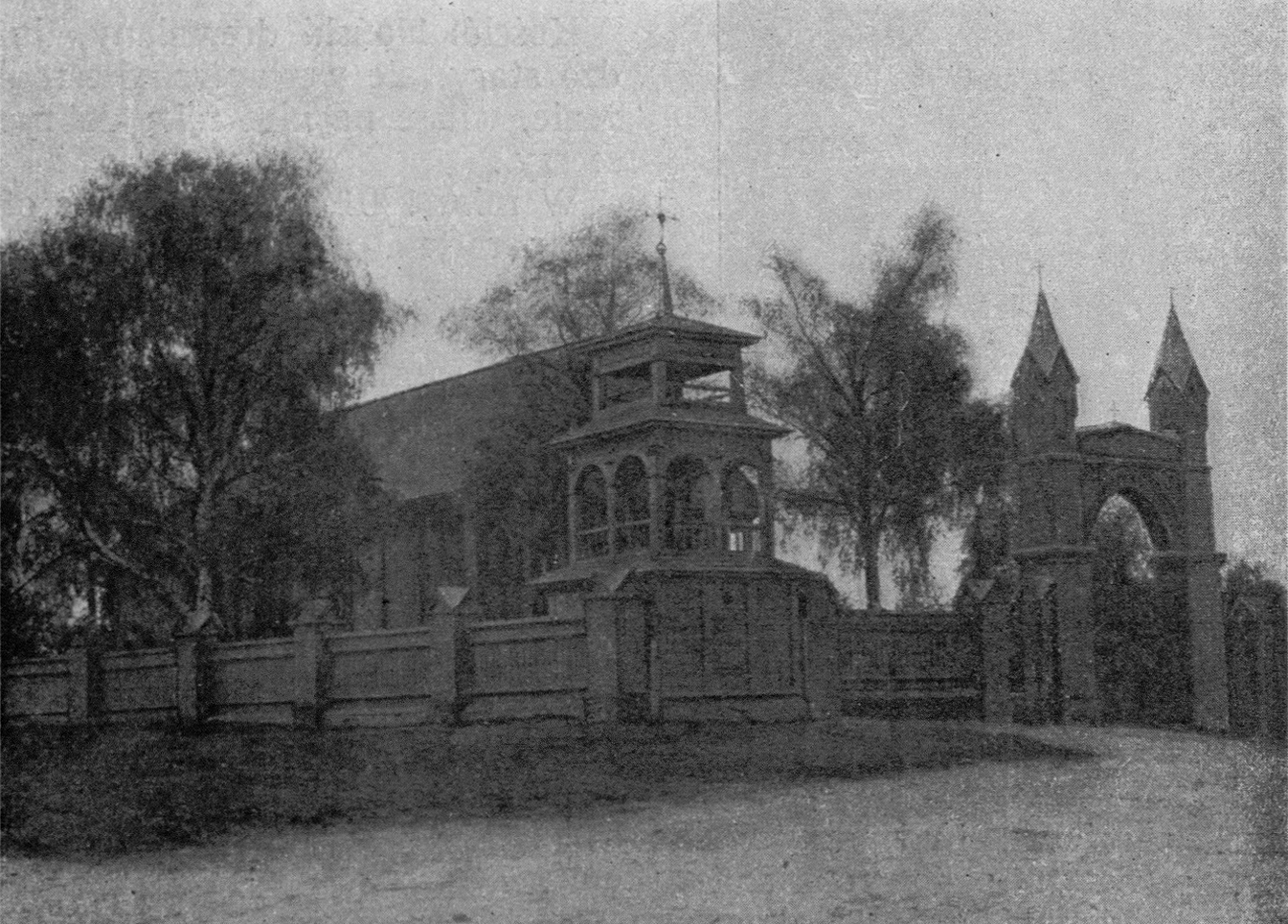
Костёл в 1914 года.

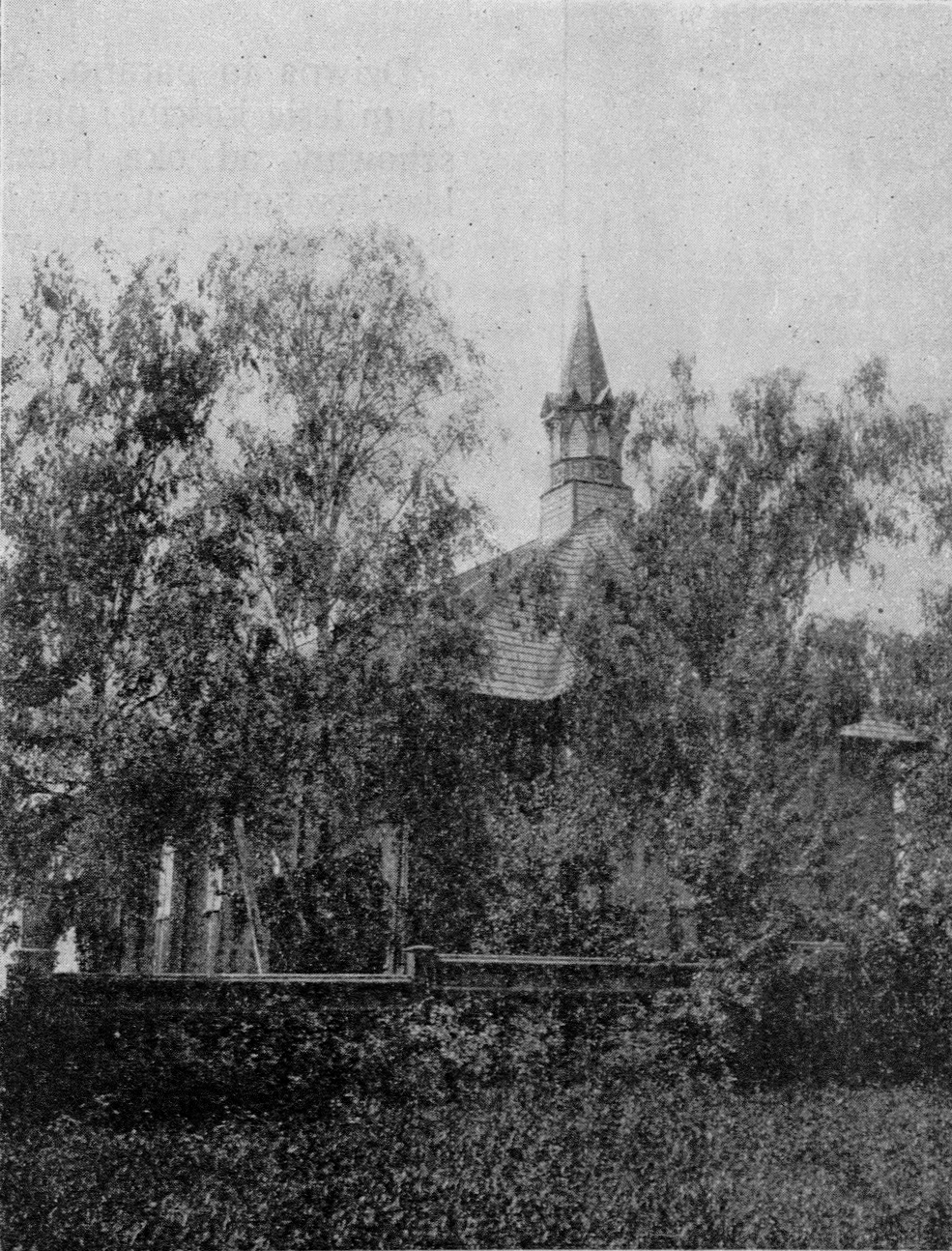
Костёл со стороны апсиды в 1914 году.

Станислав Прушинский, староста минский, основал в своих имениях 8 костелов, в том числе основал в 1785 г. костел в принадлежавших ему Королищевичах. Костел был освящён в 1786 г. в честь опеки Божией Матери. Тогда это была трехнефовая базилика, украшенная двумя башнями. В интерьере присутствовали четыре алтаря в стиле рококо. Согласно легенде, к костелу вел подземны ход под террасами парка усадьбы Прушинских.
В этом костеле учился играть на органе отец польской оперы Станислав Монюшко. В то время он был еще подростком. В 1850—80-е гг. костел перестроили в стиле классицизма. Тогда он потерял две башни и получил портик. Возле храма появилась трехэтажная колокольня и неоготические ворота с забором. Согласно энциклопедии Nasze Kościoły, на церковном кладбище было несколько могил известных людей, но безымянных.
В костёле Опеки Божией Матери, вероятно, были крещены уроженцы Королищевичи Анна Тундявицкая (урожденная Прушинская), автор экономического справочника «Літоўская гаспадыня"», и Язеп Пуща (наст. имя Иосиф Павлович Плащинский, 1902—1964), белорусский поэт. Сестра Анны Тюндявицкой (Прушинской) — Михалина Семирадская (Прушинская), мать польского и русского живописца Генриха Семирадского, который в 1873 году венчался со своей 18-летней двоюродной сестрой Марие Прушинской в костёле Опеки Божией Матери.
Ныне здание передано римско-католическому приходу св. Станислава и 13 апреля 2014 года в восстановленном храме была совершена первая святая месса.